# Bibi Russell
Bibi Russell (বিবি রাসেল; Chittagong, 1950) è una stilista bangladese.
Russell è anche membro del Bangla Academy. 
Il giornale Asiaweek l'ha riconosciuta come "Una delle 20 persone del Millennio da tenere d'occhio".

## Biografia
Russell è nata nel 1950 a Chittagong, figlia di Mokhlessur Rahman e Shamsun Nahar. È cresciuta a Dhaka, ha studiato alla scuola superiore  Govt Girls di Kamrunnessa e successivamente al College of Home Economics, Azimpur, Dhaka. Si è laureata in moda nel College di Moda di Londra, London College of Fashion nel 1975. Nei successivi 5 anni, ha lavorato come modella per diversi giornali, tra cui Vogue, Cosmopolitan and Harper's Bazaar. Ha lavorato anche come modella nei fashion shows fino al 1994, lavorando con Yves Saint Laurent, Kenzo, Karl Lagerfeld e Giorgio Armani. Di ritorno in Bangladesh nel 1994, Russell ha aperto Bibi Productions, una casa di moda, fondendo elementi culturali indigeni del Bengali nei suoi modelli. Dal 2004, la sua compagnia ha dato lavoro a 35,000 tessitori delle zone rurali del Bangladesh.

## Fashion show
Assistita dall'UNESCO, Russell ha organizzato il suo primo fashion show europeo a Parigi nel 1996. Ha anche organizzato un fashion show, The Colours of Bangladesh (“I colori del Bangladesh”), in Spagna nel 1997. 
Ha partecipato alla settima edizione dell'India Runway Week in India nel 2016, in cui ha presentato la sua ultima collezione, Rajasthan khadi. La collezione ha strabiliato l'industria della moda indiana. Nel 2016 ha mostrato la sua collezione per l'apertura dello show alla settima stagione dell'Indian Federation for Fashion Development's India Runway Week.

## Filmografia
- Moner Manush (2009)

## Premi
- Premio Nazionale del Bangladesh per migliore design di abiti da scena; 2009 per Moner Manush
- Cross of Officer of the Order of Queen Isabella dal Re di Spagna.[4]  Presentato dall'ambasciatore spagnolo in Bangladesh, Arturo Perez Martinez.
- Honorary Fellowship dell'Istituto di Londra, 1999
- Designer for Development (Progettista per lo Sviluppo) UNESCO, 1999
- Artist for Peace (Artista per la Pace) UNESCO, 2001
- Premio per la Pace dalle Associazioni di Spagna alle Nazioni Unite, 2004.[5]